# آلیسیا آلبه
آلیسیا آلبه (به انگلیسی: Alicia Albe) ژیمناست زادهٔ ۲۱ مهٔ ۱۹۷۷ میلادی اهل کشور ایالات متحده آمریکا است.